# La terza fossa
La terza fossa è un thriller statunitense del 1969 diretto da Lee H. Katzin, ed interpretato da Geraldine Page e Ruth Gordon.

## Trama
La matura signora Claire Marrable, una neo vedova apparentemente garbata e inoffensiva, è in realtà una perfida e spietata assassina che uccide le sue governanti, che sceglie appositamente senza figli né parenti prossimi, e le seppellisce nel suo giardino dopo averle derubate. Ad indagare sulle sue azioni criminose ci penserà Alice Dimmock, la precedente padrona dell'ultima vittima della vedova Marrable, Mrs. Tinsley. Quando Alice, dopo essersi fatta assumere in casa della vedova sotto le mentite spoglie di una nuova ed adeguata governante, comprende la realtà dell'orrore di cui era stata vittima Mrs. Tinsley e grazie anche all'aiuto del nipote della vedova, Mike, la accuserà apertamente, rischiando così la vita.

## Produzione
Prodotto da Robert Aldrich e diretto da Lee H. Katzin (che sostituì Bernard Girard) il film si ispira al romanzo giallo della scrittrice Ursula Curtiss The forbidden garden, apparso nel 1962 e pubblicato anche in Italia dalla Arnoldo Mondadori Editore con il titolo I fantasmi della signora Marrable. La pellicola è stata progettata e girata sulla scia del grande successo di Che fine ha fatto Baby Jane? interpretato proprio nel 1962 da Bette Davis e Joan Crawford e diretto dallo stesso Robert Aldrich, riproducendo la medesima tensione tra due energiche figure femminili interpretate da note attrici nel pieno della maturità artistica (in tal caso Geraldine Page e Ruth Gordon) e l'accento da grand guignol che aveva suscitato molto scalpore nella celebre pellicola di Aldrich.